# 上海市工务局
上海市工务局是中華民國國民政府和中華人民共和國初期上海市的一個市政工程建設管理機構。
1927年8月，上海特别市政府成立了上海特别市工务局。上海特别市改成上海市後，又更名上海市工务局。1937年11月，日军攻佔上海后，成立了上海市大道政府，上海市工务局由上海市大道政府下設的交通局取代。1938年10月，隨著上海特别市政府的恢復，交通局改成公用局。1941年9月，又恢復上海特别市工务局。1945年3月，公用局、工务局又合并成立上海特别市建设局。
1945年8月，抗日战争結束，国民政府接管上海，上海市工务局再度恢復。
1949年5月，中共接管上海，上海市军事管制委员会财政经济接管委员会工务处接管上海市工务局。同年9月，上海市工务局恢復，全稱為上海市人民政府工务局。1955年4月18日，上海市人民委员会决定成立上海市规划建筑管理局。上海市工务局的营造管理处被劃入上海市规划建筑管理局。